# Mesolobites quadrivittatus
Mesolobites quadrivittatus is een keversoort uit de familie Schizocoleidae. De wetenschappelijke naam van de soort is voor het eerst geldig gepubliceerd in 1924 door Dunstan.